# Ералаш
„Ералаш“ е съветски и руски детски хумористичен филмов киножурнал, който излиза през 1974 г. първо в кината, а след това и по телевизията. Към 2022 г. съдържа над 300 броя.

## История
На 3 април празнува рождения ден на детското телевизионно списание "Ералаш", ветеран в ефира и едно от най-популярните детски предавания.
Първите броеве на списанието излизат през 1974 г. Първият брой се състоеше от три миниатюри, а първата история беше миниатюрата „Срамно петно“, написана от Агия Барто. Тогава излизаха по 6 броя годишно. От 2010 г. излизат поне по 10 сериала годишно.
Първоначално изданията на "Ералаш" бяха показани в кината преди прожекцията. В периода на Перестройката "Ералаш" започва постепенно да преминава към телевизия, в резултат на което преминава към формат на изображението 4:3, а преди разпадането на СССР през 1991 г. списанието напълно преминава към телевизия и започва да ще бъде показан по канала RTR. От 1995 г. до 2019 г. "Ералаш" беше показан по Първия канал. От 2019 г. филмовото списание е включено в канала ТВ Център.
От 2021 г. Аркадий Григорян става новият артистичен директор на филмовото списание.

## Филмов екип
- Оператори: Александър Мачилски, Генадий Садеков, Анатолий Пиетрига
- Художници: Виктория Сперанска, Сергей Сапоженов, Сергей Злобин
- Художници на костюмите: Тамара Горшенина, Наталия Сигайлова, Наталия Лапшина
- Гримьор: Людмила Либина, Валентина Петрова, Светлана Томина
- Режисьорски екип: Нина Кисельова, Зоя Поддубна, Ксения Стрижкова, Олена Мироманова, Ксения Николаевска, Лариса Бондарьова, Александър Панасенко, Дмитро Халперин
- Снимачен екип: Анатолий Оболенски, Сергей Москва

### Анимация и музика
- Карикатурен художник: Юрий Смирнов
- Компютърна графика и специални ефекти: Андрий Новиков, Дмитро Петров, Александър Бурняшев, Микола Архипов, Игор Николаев
- Композитори: Олексий Рибников, Теодор Ефимов, Володимир Давиденко, Александър Клевицки

### Постпродукция
- Звукови режисьори: Тетяна Рижова, Йехор Юровски
- Режисьори на монтажа: Наталия Афанасиева, Надя Прибиловска

### Административна група
- Редактор: Михайло Бездалин
- Режисьори: Андрий Шахзадов, Родион Хайров, Вира Буркова
- Продуцент и артистичен директор: Аркадий Григорян